# Syringodea
Syringodea Hook.f. – rodzaj roślin należący do rodziny kosaćcowatych (Iridaceae), obejmujący 8 gatunków endemicznych dla Republiki Południowej Afryki, gdzie występują w południowo-zachodnim Kraju Przylądkowym, w Karru i na obszarze od Namaqualand do rzeki Vaal.
Nazwa naukowa rodzaju oznacza „podobna do syringi”.

## Morfologia

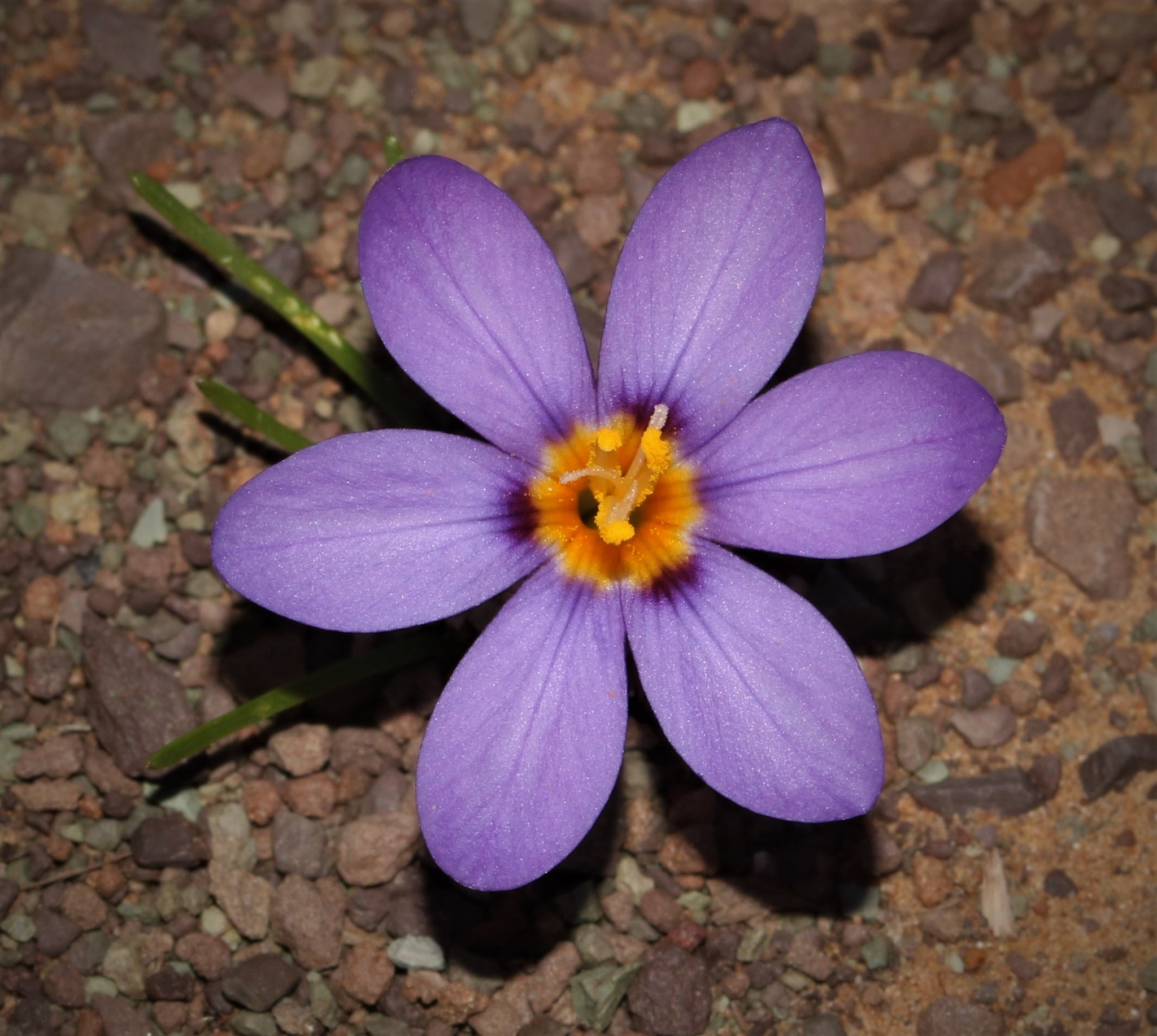
Kwiat S. longituba

Bezłodygowe rośliny zielne, geofity, o częściach nadziemnych zamierających co roku. Podziemne kuliste bulwocebule pokryte drewniejącą lub skórzastą tuniką. Liści albo kilka bifacjalnych i równowąskich, albo pojedynczy, cylindryczny na przekroju. Rośliny tworzą od jednego do kilku podziemnych pędów kwiatostanowych, wyrastających w okresie owocowania rośliny. Kwiaty pojedyncze na każdym pędzie, promieniste, mniej więcej talerzykowate, w odcieniach fioletowego do niebieskiego. Listki okwiatu w dolnej części zrośnięte w długą rurkę, wyżej wolne, złożone do rozpostartych. Pręciki wzniesione. Zalążnia podziemna. Szyjka słupka rozgałęziona na 3 krótkie i nitkowate odgałęzienia. Owocami są błoniaste torebki, maczugowate do odwrotniejajowatych z wąską nasadą, zawierające kuliste do kanciastych nasiona.

## Systematyka
Rodzaj z plemienia Croceae, z podrodziny Crocoideae z rodziny kosaćcowatych (Iridaceae).
Wykaz gatunków
- Syringodea bifucata M.P.de Vos
- Syringodea concolor (Baker) M.P.de Vos
- Syringodea derustensis M.P.de Vos
- Syringodea flanaganii Baker
- Syringodea longituba (Klatt) Kuntze
- Syringodea pulchella Hook.f.
- Syringodea saxatilis M.P.de Vos
- Syringodea unifolia Goldblatt